# Montereale Valcellina
Pour les articles homonymes, voir Montereale (homonymie).
Montereale Valcellina (Montreâl en frioulan) est une commune italienne d'environ 5 000 habitants de la province de Pordenone, dans la région autonome du Frioul-Vénétie Julienne.

## Administration
| Période                                  | Période | Identité | Étiquette | Qualité |
| ---------------------------------------- | ------- | -------- | --------- | ------- |
|                                          |         |          |           |         |
| Les données manquantes sont à compléter. |         |          |           |         |

### Hameaux
Grizzo, Malnisio, San Leonardo Valcellina.

### Communes limitrophes
Andreis, Aviano, Barcis, Maniago, San Quirino.

## Jumelage
Montigny-le-Tilleul (Belgique).